# Susannah York
Susannah Yolande Fletcher, ismertebb nevén Susannah York (Chelsea, London, 1939. január 9. – London, 2011. január 15.)
 BAFTA-díjas brit színésznő, írónő.

## Élete

### Származása, tanulmányai
London Chelsea kerületében született Susannah Yolande Fletcher néven. Apja Simon William Peel Vickers Fletcher (1910–2002), bankár és acélipari vállalkozó. Anyja Fletcher első felesége, Joan Nita Mary Bowring volt. Szülei 1935-ben házasodtak össze. Susannah második leányukként született 1939-ban. A szülők 1943-ban elváltak.
Anyai nagyapja Walter Andrew Bowring brit diplomata volt, a Brit Birodalom rendjének lovagja, aki 1933-1935 között a brit korona adminisztrátoraként Dominikában. Egyik felmenője Sir John Bowring (1792–1872) közgazdász, utazó és diplomata, a 19-20. század második felében Viktória királynő megbízásából szolgált Hongkongban és Sziámban. 
Anyja később feleségül ment egy skót üzletemberhez, és Skóciába költözött leányaival. Susannah tizenegy évesen a dél-skóciai Troonban, a Marr College-ban tanult, majd átment a midhursti Wispers Schoolba (West Sussex). Innen diákcsíny miatt kirúgták, East Haddonban folytatta (Northamptonshire). Lelkesedett s színjátszásért, sikereket ért el az iskolai színkörökben.
1955–1958 között a londoni Royal Academy of Dramatic Art (RADA) színiakadémián tanult. Osztálytársa volt Peter O’Toole-nak, Albert Finneynek, Tom Courtenaynak és Brian Epsteinnek. Végzés előtt elnyerte a legígéretesebb színinövendéknek járó Ronson-díjat.

### Színészi pályája
Apró, névtelen kis filmszerepek után 1959-ben nagy figyelmet keltett Abigail szerepében, Arthur Miller: Salemi boszorkányok (The Crucible) című drámájának tévéfilmes adaptációjában, amelyet Henry Kaplan rendezett az ITV tévészínházi sorozatában, Sean Connery főszereplésével.
Első mozifilmes főszerepét Ronald Neame rendező 1960-as A dicsőség hangjai című filmdrámájában kapta, Alec Guinness és John Mills oldalán.
1962-ben John Huston rendező Freud: a titkos szenvedély c. filmjében alakította a női főszerepet, Cecily Koertnert, Montgomery Clift partnereként. Alakításáért 1963-ban a legjobb női főszereplőnek járó Golden Globe-díjra jelölték, de a díjat Geraldine Page kapta meg, Az ifjúság édes madarában nyújtott alakításáért. 
Több díjnyertes mozifilmben kapott főszerepeket, így Tony Richardson rendező Tom Jones c. romantikus kalandfilmjében (1963), Fred Zinnemann rendező Egy ember az örökkévalóságnak (1966) és Robert Aldrich rendező George nővér meggyilkolása (1968) c. drámájában (utóbbiban Alice McNaught szerepét alakította).
Sydney Pollack amerikai rendező A lovakat lelövik, ugye? című 1969-es filmdrámájában York egy lecsúszott színésznő-táncosnőt és Jean Harlow-hasonmást játszott, aki partnerével (Robert Fieldsszel) a nagy gazdasági világválság idején részt vesz egy végkimerülésig zajló maratoni táncversenyen, hírnévért és pénznyereményért harcolva. Ezek a szerepek alapozták meg York nemzetközi hírnevét. Alakításáért BAFTA-díjat kapott. Golden Globe-díjra és Oscar-díjra is jelölték, de mindkettőt Goldie Hawn vitte el A kaktusz virágában nyújtott alakításáért.
1972-ben Robert Altmans Végzetes képzelgések (Images) című filmdrámájában nyújtott szerepéért megkapta a legjobb női alakítás díját a Cannes-i filmfesztiválon. Pályájának csúcsára ért, a brit filmművészet vezető művészei közé számított, Vanessa Redgrave-vel együtt. Roger Moore partnereként főszerepelt Peter R. Hunt rendező 1974-es Aranybánya című kalandfilmjében és Christopher Miles rendező 1975-ös Szerelmi hadviselés című romantikus vígjátékában. Richard Donner 1978-as Superman c. kalandfilmjében és annak 1980-as második részében Lara szerepét adta. (Az 1987-es Superman IV-ben is ő volt Lara hangja).
A következő évtizedekben folyamatosan dolgozott mozifilmekben, televíziós sorozatokban és színpadokon, főleg a drámai műfajban, de kalandfilmes és vígjátéki szerepeket is elvállalt. Szerepelt különleges zenei produkciók narrátoraként is. Bár mind a közönség, mind a kritika kedvezően fogadta, az 1970-es évek első felében elért kirobbanó sikereit nem tudta megismételni.
1979-ben tagja volt Cannes-i filmfesztivál zsűrijének, Françoise Sagan és Jules Dassin mellett. Ez a zsűri jutalmazta Arany Pálma-díjjal Francis Ford Coppola Apokalipszis most és Volker Schlöndorff Bádogdob című versenyfilmjeit. 1992-ben meghívták a Berlini Nemzetközi Filmfesztivál (Berlinale) zsűrijébe, Annie Girardot-val és Michael Verhoevennel együtt. Lawrence Kasdan amerikai rendező Grand Canyon – A város szíve című bünügyi filmdrámáját a fesztivál legsikeresebb filmjének címével tüntették ki.

### Magánélete
1960 és 1976 között Michael Wells (*1937) színész-íróval élt házasságban, két közös gyermekük született, Sasha Wells (*1972) és Orlando Wells (*1973), akik mindketten színészi pályára léptek.
Politikai nézeteit tekintve a baloldallal szimpatizált. Nyilvánosan támogatta Mordechai Vanunu izraeli atomtudóst, aki 1986-ban nyilvánosságra hozta Izrael eltitkolt nukleáris fegyverkezési programját. 2007 júniusában a tel-avivi Cameri Színházban saját „The Loves of Shakespeare’s Women” c. művének felolvasásával vendégszerepelt, az eseményt a börtönben ülő Vanunu tiszteletére ajánlotta. A helyi nézőközönség körében egyszerre aratott zajos tetszést és dühös szidalmakat.
2010-ben mielóma multiplex típusú rákbetegséget diagnosztizáltak szervezetében. Utolsó szerepét a Doktorok című tévésorozatban játszotta el. Betegsége következtében 2011. január 15-én, egy héttel 72. születésnapja után egy londoni kórházban elhunyt.

## Főbb filmszerepei
- 1960: A dicsőség hangjai (Tunes of Glory); Morag Sinclair
- 1961: The First Gentleman, tévéfilm; Charlotte királyi hercegnő
- 1962: Freud: a titkos szenvedély (Freud); Cecily Koertner
- 1963: Tom Jones; Sophie Western
- 1964: A hetedik nap (The 7th Dawn); Candace Trumpey
- 1965: A Kalahári homokja (Sands of the Kalahari); Grace Munkton
- 1966: Mystery and Imagination, horror-tévésorozat; Madeleine Usher
- 1966: Kaleidoszkóp (Kaleidoscope); Angel McGinnis
- 1966: Egy ember az örökkévalóságnak (A Man for All Seasons); Margaret More
- 1968: Sebastian; Rebecca Howard
- 1968: Duffy; Segolene
- 1968: George nővér meggyilkolása (The Killing of Sister George); Alice „Childie” McNaught
- 1969: Ó, az a csodálatos háború (Oh! What a Lovely War); Eleanor
- 1969: Az angliai csata (Battle of Britain); Maggie Harvey
- 1969: A lovakat lelövik, ugye? (They Shoot Horses, Don't They?); Alice
- 1970: Falusi tánc (Country Dance); Hilary, feleség
- 1970: Jane Eyre; tévéfilm; Jane Eyre
- 1971: Happy Birthday, Wanda June; Penelope Ryan
- 1972: X Y és Zee (Zee and Co.); Stella
- 1972: Végzetes képzelgések (Images); Cathryn
- 1973: Orson Welles’ Great Mysteries, tévésorozat; Josephine grófnő
- 1974: Aranybánya (Gold); Terry Steyner   ---- Roger Moore
- 1975: Cselédek (The Maids); Claire
- 1975: Szerelmi hadviselés (That Lucky Touch); Julia Richardson   ---- Roger Moore
- 1975: Neveletlenek (Conduct Unbecoming); Mrs. Marjorie Scarlett
- 1976: Égi lovasok (Sky Riders); Ellen Bracken
- 1978: Gyilkos kiáltás (The Shout); Rachel Fielding
- 1978: A csendestárs (The Silent Partner); Julie
- 1978: Superman; Lara
- 1979: A régensherceg (Prince Regent), tévé-minisorozat; Maria Fitzherbert
- 1980: Ébredés (The Awakening); Jane Turner
- 1980: Ismét szerelem (Falling in Love Again); Sue Lewis
- 1980: Superman II. (Superman II); Lara
- 1981: Második lehetőség (Second Chance), tévésorozat; Kate Hurst
- 1981: Kasszasiker (Loophole); Dinah Booker
- 1983: Sárgaszakáll (Yellowbeard); Lady Churchill
- 1984: Karácsonyi ének (A Christmas Carol), tévéfilm; Mrs. Cratchit
- 1977: Szerelemhajó (The Love Boat); tévésorozat; első évad; Kay Webber
- 1985: Vérbeli sztár (Star Quality), tévéfilm; Lorraine Barry
- 1987: Superman IV. – A sötétség hatalma (Superman IV: The Quest for Peace); Lara hangja
- 1987: Kato, a sötétség fejedelme (Mio min Mio); varrónő
- 1988: Meghalni a szerelemért (A Summer Story); Mrs. Narracombe
- 1988: A Gyémánt fivérek (Just Ask for Diamond); Lauren Bacardi
- 1989: Melancholia; Catherine Lanham Franck
- 1989: Ray Bradbury színháza (The Ray Bradbury Theater), tévésorozat; Nora
- 1989: A négy kisasszony (Quattro piccole donne); tévésorozat
- 1993: Piccolo grande amore; Krisztina királynő
- 1997: Ruth Rendell Mysteries, tévésorozat; Liz
- 1987: Szerelmi örvény (Loop); Olivia
- 2000: Szent Patrick legendája (The Irish Legend), tévéfilm; Concessa
- 2003: Látogatók (Visitors); Carolyn Perry
- 2003: Holby Városi Kórház (Holby City); tévésorozat; Helen Grant
- 2004: Baleseti sebészet (Casualty); tévésorozat; Helen Grant
- 2010: Missing, tévésorozat; Marjorie Claye
- 2010: Doktorok (Doctors), tévésorozat; Lorna Robson

## Irodalmi művei
Színművészi munkája mellett York az 1970-es évektől kezdve gyermekkönyvek és szépirodalmi esszék szerzőjeként is nevet szerzett. 
- 1973: In search of unicorns
- 1976: Lark’s Castle
- 1984: The big one
- 1984: The ice house
- 2001: The loves of Shakespeare’s women

## További információ
- Susannah York a PORT.hu-n (magyarul)
- Susannah York az Internetes Szinkronadatbázisban (magyarul)
- Susannah York az Internet Movie Database-ben (angolul)
- Susannah York a Rotten Tomatoeson (angolul)
- Susannah York az AlloCiné weboldalán (franciául)
- Susannah York Profile (angol / francia nyelven). famousfix.com. (Hozzáférés: 2023. január 18.)